# Даница Милосављевић
Даница Дана Милосављевић Разић (Биоска, код Ужица, 15. август 1925 — Београд, 26. фебруар 2018) била је учесница Народноослободилачке борбе, друштвено-политичка радница Социјалистичке Републике Србије и народни херој Југославије.
Године 1936. са породицом се преселила у Ужице, где се као ученица гимназије прикључила омладинском револуционаром покрету. Године 1941. постала је чланица Савеза комунистичке омладине (СКОЈ). Пре ослобођења Ужица, радила је у омладинској групи која је прикупљала помоћ за партизане и завршила санитетски курс.
Октобра 1941. као болничарка је ступила у Трећу ужичку чету Ужичког партизанског одреда, која се налазила на положајима у околини Вишеграда. Након Прве непријатељске офанзиве, са четом се повукла у Санџак, а потом у Босну, где је 21. децембра 1941. постала борац-болничарка Петог шумадијског батаљона Прве пролетерске бригаде. У току Треће непријатељске офанзиве, јуна 1942. њена чета премештена је у Четврти ужички батаљон Друге пролетерске бригаде.
Као борац и бомбаш, учествовала је у борбама током похода у Босанску крајину. Као примеран и храбар борац примљена је новембра 1942. у Комунистичку партију (КПЈ). У борбама против усташа, код Ливна, децембра 1942. била је тешко рањена, након чега се лечила у болници у Гламочу. У пролеће 1943. вратила се у јединицу, а маја 1943. приликом увођења чинова у НОВЈ међу првим женама у бригади је добила чин потпоручника.
Током рата налазила се на дужностима десетара у Другој чети Првог батаљона и омладинског руководиоца Првог батаљона Друге пролетерске бригаде, са којом је након битке на Сутјесци, учествовала у борбама у источној Босни, Црној Гори, Санџаку и Србији, као и Београдској операцији и Сремском фронту.
Након рата, налазила се на дужностима у Југословенској армији, али је демобилисана 1946. године. После демобилизације, бавила се друштвено-политичким радом делујући у организацијама Савеза удружења бораца (СУБНОР), Социјалистичког савеза радног народа (ССРН) и Конференције за друштвену активност жена и др. Сахрањена је у Алеји народних хероја на Новом гробљу.
Носилац је Партизанске споменице 1941. и других одликовања, међу којима је Орден народног хероја.

## Биографија
Рођена је 15. августа 1925. у селу Биоски, на Тари, у близини Ужица. Потицала је из сиромашне земљорадничке породице. Била је најстарије дете у породици Милоша Милосављевића. Имала је још три сестре — Драгињу, Марију и Ему и једанаест година млађег брата Александра званог Лала. Њен стриц Никола Милосављевић, чија је жена млада умрла, погинуо је у Церској бици, па је бригу о његова три сина Душану, Павлу и Миљку, преузео Данима отац Милош. Одрастање у многочланој сиромашној породици било је тешко.
Након завршене основне школе, породица се 1936. преселила у Ужице, где је њен отац на периферији града купио кућу. Милош Милосављевић био је шнајдер и успео је да за војну организацију Војна одећа шије војне униформе и да пристојно зарађује. Даница се уписала у Ужичку гимназију, где се у вишим разредима, прикључила револуционарном омладинском покрету, који у то време у Ужицу био веома распрострањен међу ученицима гимназије и учитељске школе, као и радничке омладине, која је радила у фабрици оружја и текстилној фабрици (ткачница), као и у бројним занатским радионицама. Године 1941. у шеснаестој години постала је члан тада илегалног Савеза комунистичке омладине Југославије (СКОЈ). Као веома поверљива, често је добијала курирске задатке, па је разносила писане летке и прогласе Синдиката, СКОЈ-а и Комунистичке партије.

### Одлазак у партизане 1941.
Након Априлског рата и окупације Југославије, 1941. заједно са другарицом Олгом Којадиновић, похађала је санитетски курс, који је у оквиру припрема устанка, организовала месна организација Комунистичке партија. Курсеве, којима је руководило неколико жена лекара и медицинских сестара, похађале су омладинке из Ужица, које су припремане за указивање прве помоћи, превијање рана, и лечење рањеника. Неколико девојака, међу којима и Дана, научиле су и да дају инјекције. Након почетка устанка у Србији, јула 1941. Дана је као скојевка политички радила са групом омладинки и учествовала у раду омладинске групе, чији је задатак био прикупљање хране и одеће за партизане и одржавање везе са партизанским четама „Милош Марковић“ и „Радоје Марић“, које су дејствовале у саставу Ужичког партизанског одреда.
Ужички партизански одред је током лета 1941. успео да ослободи читаву територију ужичког среза, изузев Ужица и Косјерића, па су Немци 21. септембра 1941. напустили Ужице и препустили га жандармима и четницима војводе златиборског Радомира Ђекића. Након сазнања да су се Немци повукли, Штаб Ужичког одреда почео је преговоре са четницима око поделе власти, али како преговори нису успели партизани су 24. септембра 1941. ушли у град, након чега су се четници повукли. Уочи ослобођења Ужица, Дана се налазила у групи илегалних болничарки, које су имале задатак да, уколико буде уличних борби, пруже помоћ рањеницима. Ослобођено Ужице убрзо је постало центар простране слободне територије, познате као Ужичка република.
Након петнаестодневне праксе, коју је одрадила у партизанској болници у Ужицу, 10. октобра 1941. са другарицом Олгом Којадиновић ступила је у Трећу ужичку чету, која је формирана почетком октобра од новопридошлих бораца, након ослобођења Ужица. Приликом одласка у партизане, отац јој је сашио партизанско одело, радујући се што његова ћерка као „прави син” (кога дуго није имао) отићи у војску. Са ранцима пуним завоја и лекова, Олга и Дана отишле су у Вардиште, код Вишеграда, где се налазио Штаб Треће ужичке чете, којом је од почетка новембра командовао Никола Љубичић, док је политички комесар био Радоје Љубичић. Чета се тада налазила на положајима код Бијелих брда, где је успешно одбијала италијанске нападе. Међу борцима у чети, било је највише сеоских младића из златиборских села, који су негативно реаговали на појаву жена у јединици, али су их временом прихватили.
Поред Данице, из куће Милосављевића у лето 1941. у Ужички партизански одред пошла су и њена браћа, синови покојног стрица Николе, са којима је одрасла — Душан, Павле и Миљко. У току Прве непријатељске офанзиве, у јесен 1941. погинули су Павле и Миљко. Пушкарски радник Павле Милосављевић (1912—1941) заробљен је од четника, у борби код Косјерића, а потом са групом партизана предат Немцима у Ваљеву, где је 27. новембра 1941. стрељан на Крушику. Трговачки помоћник Миљко Милосављевић (1914—1941) заробљен је од Немаца, као непокретни рањеник на Златибору, након пада Ужица и убијен 1. децембра 1941. године. Обућарски радник Душан Милосављевић (1908—1941) погинуо је као борац Прве чете Четвртог ужичког батаљона Друге пролетерске бригаде 11. јуна 1943, у борби против Немаца на Кошуру, код Тјентишта, у току битке на Сутјесци.

### Боравак у Санџаку и формирање Прве пролетерске
Непосредно пре пада Ужичке републике, Дана се добровољно пријавила да у Ужице, у Штаб Ужичког одреда однесе писмо са извештајем командира њене чете. Одлазак у центар слободне територије, искористила је да посети породицу — оца, мајку, сестре и брата, које неће видети пуне три године. Убрзо након њеног повратка у чету, Прва непријатељска офанзива, коју су немачке окупационе снаге покренуле ради уништења слободне територије, ушла је у своју последњу фазу. Потиснута јачим немачким снагама, главнина партизанских снага повукла се у Санџак, који се налазио у италијанској окупационој зони. Са положаја код Вишеграда, Трећа ужичка чета повлачила се према Семегњеву, одакле је покушала да се између немачких јединица пробије на Тару, али у томе није успела. У Шљивовици се сусрела са Златиборском четом, па су заједно наставиле пут водећи борбе са четницима. У Доброселици их је сачекао Љубодраг Ђурић, заменик команданта Ужичког одреда. После пар дана одмора, Трећа ужичка чета је заједно са Слободаном Пенезићем Крцуном, наставила пут и код Сјеништа прешла Увац и дошла у Радоињу, где су се налазили чланови Врховног штаба НОПОЈ.
Заједно са својом другарицом Олгом и другим борцима из чете, тада је преживљавала веома тешке тренутке због погибије и заробљавања бораца, осипања јединица и скоро безизлазне ситуације. У Радоињи је срела своје другарице Мару Кусурић, Наду Вуковић и Наду Матић, чланице Градског комитета СКОЈ-а у Ужицу и од њих сазнала више детаља о евакуацији Ужица и погибији Радничког батаљона на Кадињачи. Током боравка Врховног штаба у Дренови, 14. децембра 1941. једна италијанска јединица, наступајући из правца Пријепоља, успела је да се привуче кући у којој се налазио Врховни штаб. Акцијом Страже Врховног штаба избегнуто је уништење Врховног штаба, а Тито је упутио курира у команду Треће ужичке чете, која се налазила удаљена пар километара. По доласку чете, Тито се укључио међу борце у стрељачки строј, давао упутства и опомињао борце да се не излажу ватри. Иако је италијански напад био доста силовит, борци Ужичке чете успели су да га одбију. Након борбе, командант Врховног штаба похвалио је борце Ужичке чете и наредио да се повуче у Дражевиће.
Схватајући тежину положаја у коме су се налазили, као и тешких услова усред јаке зиме, командир Треће ужичке чете Никола Љубичић понудио је Дани и Олги Којадиновић да напусте чету и оду кућама, што су оне одлучно одбиле. Половином децембра 1941. Врховни штаб напустио је Нову Варош и прешао у Рудо. На овом путу у пратњи Врховни штаб пратио је Краљевачки батаљон и Трећа ужичка чета. По доласку у Рудо, борци Ужичке чете добили су вест да ће ступити у прву партизанску бригаду. Приликом формирања Прве пролетерске ударне бригаде, 21. децембра 1941. Трећа ужичка чета ступила је у састав њеног Петог шумадијског батаљона, чији је командант био Милан Илић Чича, а политички комесар Драган Павловић Шиља. Тог дана на тргу у Рудом били су постројени борци новоформиране бригаде, а са балкона зграде на тргу обратио им се командант Врховног штаба. Након формирања бригаде, 22. децембра 1941. чете Петог шумадијског батаљона упућене су на положаје према Бијелом Брду. Приликом кретања, у близини Оскоруше, дошло је до сукоба са италијанском колоном, током које је заробљено седам италијанских војника и заплењена већа количина наоружања. Сутрадан након борбе, Врховни штаб послао је писмо Штабу батаљона у коме је изнео похвалу борцима због прве успешне борбе.
Након ослобођења Фоче, крајем јануара 1942. Трећа ужичка чета повучена је из Петог шумадијског батаљона и упућена у Фочу, ради обезбеђења Врховног штаба. Издвајањем из бригаде, чета је избегла два тешка догађаја — борбу у Пјеновцу, 21. јануара у којој су страдали командант и комесар Петог батаљона и марш бригаде преко Игмана, 27. јануара 1942. године. Током двонедељног боравка у Фочи, борци Ужичке чете, који су готово сви били омладинци, поред послова обезбеђења, приредили су приредбу у хали Дуванске станице, којој су присуствовали чланови Врховног штаба и Врховни командант Јосип Броз Тито. Од доласка у партизане, Дана је испољавала жељу да буде борац, а како је командир њене чете Никола Љубичић избегавао да је распореди на борбену дужност, одлучила је да се пожали Врховном штабу. Једном приликом срела је Сретена Жујовића и пожалила му се, а како се у близини нашао и Коча Поповић, командант Прве пролетерске бригаде, лично је одобрио њен прелазак у борбени састав.

### Поход у Босанску крајину 1942.
Како би спречиле даљи развој Народноослободилачке борбе у источној Босни, Херцеговини и Црној Гори, здружене немачко-италијанске окупационе снаге покренуле су у пролеће 1942. Трећу непријатељску офанзиву. Током априла и маја 1942. немачко-усташке снаге надале су партизане у источној Босни, а италијанско-четничке снаге у Црној Гори и Херцеговини. Изложена непрекидним нападима, посебно авијације и артиљерије, главнина партизанских снага повукла се у рејон Тјентишта, где су јуна 1942. од санџачких и црногорских батаљона формиране Трећа, Четврта и Пета пролетерска бригада. Покушавајући да спрече продор италијанско-четничких снага из Херцеговине и тиме заштите рањенике Централне партизанске болнице, Прва пролетерска бригада и делови Друге пролетерске бригаде водили су тешке борбе код Гацког. Посебно тешке борбе претрпели су Први и Четврти ужички батаљон Друге пролетерске бригаде на брдима Живањ и Гат, где су имали више десетина погинулих и рањених бораца.
У близини Врбнице, код Фоче, где је 19. јуна 1942. Врховни штаб НОП и ДВЈ донео одлуку о походу пролетерских бригада у Босанску крајину, извршена је реорганизација и кадровска измена у Другој пролетерској бригади. Борци расформираног Петог шумадијског батаљона Прве пролетерске бригаде, распоређени су тада у Трећи шумадијски и Четврти ужички батаљон Друге пролетерске бригаде. Данина Трећа ужичка чета ушла је тада у састав Четвртог ужичког батаљона, а њен командир Никола Љубичић именован је тада за команданта батаљона, пошто је претходни командант Луне Миловановић постављен за заменика команданта бригаде. Прелазак у Другу пролетерску бригаду, био је веома радостан за Дану и њене другове, јер су се овде нашли међу својим Ужичанима. Убрзо по доласку у чету, спријатељила се са болничарком Миленом Ситарицом, са којом је постала добра другарица.
Након преласка Трескавице, и снежне Бјелашнице, Друга пролетерска је почетком јула 1942. прешла преко комуникације Сарајево—Мостар и крајем истог месеца стигла у Купрешко поље, успут су водећи борбе против усташа. Од 28. јула до 15. августа 1942, Друга пролетерска је заједно са Четвртом црногорском, Првом крајишком и деловима Трећег крајишког одреда и Прве пролетерске, Треће санџачке и Десете херцеговачке бригаде, водила тешке борбе против снажног усташко-домобранског упоришта у Купресу. Током борби за Купрес, који су партизани нападали шест пута, мањи састави Друге пролетерске и Четврте црногорске бригаде успевали су да продру у делове Купреса и освоје утврђене зграде, али су се у зору морали повлачити. У нападима на усташе, утврђене у бункерима, поред бораца, изванредне примере јунаштава исказале су и многе болничарке, износећи рањене борце кроз кишу куршума и превијајући их на самом бојишту.
Учествовала је у биткама на Купресу, Јајцу, Доњем Вакуфу, Бугојну, Сутјесци и многим другим, све познатија по храбрости, не само као борац с пушком и бомбаш, већ и пушкомитраљезац. Када је постављена за десетара, поједини борци су с подозрењем гледали на то што ће им командовати неискусна млада девојка. У првом јуришу на бункере, она је показала изванредну храброст и умешност командовања, што јој је донело поштовање свих бораца.

### Народноослободилачка борба
У чланство Комунистичке партије Југославије (КПЈ) примљена је 10. новембра 1942. године.
Децембра 1942. године, Четврти (ужички) батаљон Друге пролетерске ударне бригаде налазио се у селу Љубунчићу, и припремао се за напад на Ливно. Усташе су изненадиле батаљон и извршиле препад на њега. Међу 17 рањених бораца, налазила се и Даница Милосављевић. Три друга су јој притекла у помоћ. Тешко рањена, молила је другове да је оставе, да око ње не губе време и не излажу животе опасности, већ да наставе да се боре и туку усташе. Другови је нису оставили, изнели су је из борбе, превили, однели до села, одакле су све рањене борце пренели у партизанску болницу у Гламочу. Кад је оздравила, вратила се поново у Другу пролетерску бригаду. У чин потпоручника произведена је 1943. године, кад су уведени први чинови.
Од августа 1944. године, Даница је била омладински руководилац Првог батаљона Друге пролетерске бригаде. На путу за Србију, јула-августа 1944. године, Први батаљон имао је задатак да пређе реку Ибар и да заузме важне непријатељске положаје, како би остали батаљони Друге пролетерске бригаде несметано могли да заузму своје положаје. Набујали Ибар отежавао је пребацивање, тако да је чета, која је била на зачељу, изгубила везу с батаљоном. У овој чети је била и Даница. Она се у тој ситуацији брзо снашла, и, видећи да нема никога из штаба чете, позвала борце у јуриш. Како је у чети било доста нових и неискусних бораца који су се колебали, јер их није позивала команда чете, Даница је, знајући да колебање у оваквој ситуацији може да утиче на исход борбе, сама пошла на непријатељски бункер, који је с још једним другом уништила и заробила митраљез.

### Послератна каријера
Године 1945. постала је члан Главног одбора Уједињеног савеза антифашистичке омладине Србије, затим руководилац СКОЈ-а Друге противавионске бригаде и Треће противавионске зоне. Демобилисана је јуна 1946. године, и прешла на политички рад у Ужице, где је била секретар Градског комитета СКОЈ-а и члан Општинског комитета СКОЈ-а за Ужице.
Почетком 1948. године, прешла је у Београд, на рад у Централни комитет Народне омладине Србије. Млада и храбра партизанка, неколико година после рата, сетила се својих школских књига које је оставила 1941. године пред полазак у Ужички одред и наставила је студије на Београдском универзитету.
Налазила се на разним одговорним функцијама: 
- члан Главног одбора СУБНОР-а Србије и члан Савезног одбора СУБНОР-а Југославије,
- члан Главног одбора АФЖ Србије и Савеза женских друштава Србије,
- члан Извршног комитета ССРН Србије,
- председник Конференције за друштвену активност жене Србије,
- члан Контролне комисије СК Србије
- члан Председништва Конференције за питања друштвеног положаја жена Југославије,
- члан Комисије за статутарна питања СКЈ и члан Савета СР Србије.

Преминула је 26. фебруара 2018. године у Београду. Сахрањена је у Алеји народних хероја на Новом гробљу.
Носилац је Партизанске споменице 1941. и других југословенских одликовања. Орденом народног хероја одликована је 6. јула 1953. године.